# スターロット・プロダクション
スターロット・プロダクション（StarLot Production）は、日本の映像制作プロダクションである。CM、動画広告、ミュージック・ビデオなどを企画、撮影、編集している。